# Janet Brooks Gerloff
Janet Brooks Gerloff (auch: Janet Brooks-Gerloff, * 20. April 1947 in Kansas, USA; † 22. September 2008 in Kornelimünster bei Aachen, Deutschland) war eine Malerin. Sie studierte an der University of Northern Colorado und legte dort ihr Examen als Kunstpädagogin ab.

## Werdegang
Während ihrer Ausbildung 1967 bis 1972 erhielt sie künstlerische Impulse durch Joe Hutchinson, Texas sowie durch Pawel Kontny, Denver und von 1972 bis 1976 von Oskar Koller, Nürnberg. Im Jahre 1972 übersiedelte sie nach Deutschland, wo sie im gleichen Jahr den Mediziner Joachim Gerloff heiratete. Mit diesem hat sie zwei Kinder: Anneke und Hendrik. Bis 2003 lebte und arbeitete sie in ihrem Atelierhaus in Aachen-Brand. Im gleichen Jahr bezog sie ein neues Atelier in der Neuen Benediktinerabtei in Kornelimünster, Aachen, und bezog ein zweites Atelier in Weimar. Ab 2005 richtete die Künstlerin ihr Atelier in einem denkmalgeschützten Fachwerkhaus im historischen Ortskern von Kornelimünster ein. Hier lebte und arbeitete sie bis zu ihrem Tode im September 2008. Ihre letzte Ruhestätte fand sie auf dem Bergfriedhof Kornelimünster. Die dominierende Thematik im Werk von Janet Brooks Gerloff ist der Mensch im Zwiespalt und Umbruch.

## Auszeichnungen
Ehrungen zeichnen Janet Brooks Gerloff weiter aus durch Auszeichnungen von der University of Northern Colorado 1989 und durch den Preis des Rheinischen Kunstvereins Aachen 1990 sowie durch die Mitgliedschaften in dem Künstlersonderbund, Berlin und in der Europäischen Akademie der Wissenschaften und Künste.

## Ausstellungen (Auswahl)
- Einzelausstellung Gallery Bernardi, Denver, Colorado 1972 und 1973.
- Einzelausstellung Galerie Zabo, Nürnberg 1980.
- Einzelausstellung Kurfürstliches Gärtnerhaus, Bonn 1982.
- Einzelausstellung Porträts im Presseclub Bonn, 1984.
- Einzelausstellung Kaspar Hauser Galerie Kürzendörfer, Pilsach 1986.
- Einzelausstellung in der Parlamentarischen Gesellschaft unter der Schirmherrschaft von Otto Graf Lambsdorff, 1987.
- Wanderausstellung Geheimnis Mensch, Aachen, Hamburg, Trier, Schwerte, München, St. Augustin 1988/89.
- Einzelausstellung Kaspar Hauser: Sprache und Sprachlosigkeit mit einer Lesung von Hilde Domin, Aachen 1990.
- Gemeinschaftsausstellung Rheinischer Kunstpreis 1990 unter der Schirmherrschaft von Rita Süssmuth, Burg Stolberg 1990.
- Einzelausstellung Gesichter und Geschichten im Gewandhaus Leipzig, 1991.
- Einzelausstellung zu Warten auf Godot in Zusammenarbeit mit dem Stadttheater Aachen, präsentiert im Suermondt-Ludwig-Museum, Aachen 1991.
- Einzelausstellung im Musée d’Ixelles, Brüssel 1993.
- Teilnahme Große Kunstausstellung NRW Düsseldorf 1993.
- Teilnahme Schwarz/Weiss, Dillon Gallery, New York City 1997.
- Einzelausstellung mit Bildern zu Gedichten von Hilde Domin in der evangelischen Akademie in Mülheim, 1997.
- Teilnahme Große Kunstausstellung NRW Düsseldorf 1998.
- Teilnahme Grotesque in der Stendahl Gallery in N.Y. 1998.
- Einzelausstellung Menschen und Momente, Galerie Ruetz, München 1998.
- Einzelausstellung Bilder zu Gedichten von Durs Grünbein mit einer Lesung von Dürs Grünbein im Suermondt-Ludwig-Museum, Aachen 1998, und auf Schloss Wendgräben, 1999.
- Einzelausstellung Hexenküche aus Goethes Faust in der Lucas-Cranach-Galerie in der Kulturhauptstadt Weimar, 1999.
- Offizielle Einweihung des Porträts von August Everding im August-Everding-Kulturzentrum Bottrop und im Nationaltheater München, 1999.
- Einzelausstellung Bilder zu Schuberts Winterreise im Bahnhof Rolandseck in Zusammenarbeit mit Ulrich Schütte und Michael Gees, 1999.
- Teilnahme Künstler und Fotografen heute zur Jahrtausendwende im Ludwig Forum für Internationale Kunst, Aachen 1999.
- Teilnahme Mitte der Nacht zur Jahrtausendwende in der Peterskirche Aachen, 1999.
- Einzelausstellung Zerbrechlichkeit Bilder zu Gedichten von Durs Grünbein, Telefonseelsorge Aachen-Eifel, Aachen.
- Bild Aachener Karlsbilder – verschleiert für den Historikertag Aachen 2000.
- Einzelausstellung Winterreise in Zusammenarbeit mit Ulrich Schütte und Michael Gees in der Reichsabtei Kornelimünster und im Palais Harrach Wien, 2001.
- Einzelausstellung Hexenküche aus Goethes Faust im Ludwig Forum für Internationale Kunst, Aachen 2001.
- Einzelausstellung Galerie Lindenthal, Köln 2001.
- Einzelausstellung In mir ist immer Abschied im St. Matthäus Stift am Potsdamer Platz, Berlin 2001. Bilder zur Archaeopteryx für das Naturhistorische Museum in Berlin 2002.
- Lithografieserie Hexenküche aus Faust I 2002.
- Porträtserie Friedrich Nietzsche 2002.
- Einzelausstellung Winterreise in Zusammenarbeit mit Ulrich Schütte und Michael Gees in der Lufcik Gallery Warschau, in der Galerie des Nationalmuseums Krakau, im Museum für Musikinstrumente der Universität Leipzig, im Nationalmuseum Posen sowie im Forschungszentrum Jülich, 2002.
- Einzelausstellung Winterreise in Zusammenarbeit mit Ulrich Schütte und Erwin Ernst Wilhelm Meier im Heimatmuseum Verl und im Landesmuseum Detmold, 2003.
- Einzelausstellung Bilder zu Gedichten von Durs Grünbein mit einer Lesung von Durs Grünbein im Literaturforum im Brechthaus Berlin, 2003.
- Einzelausstellung Bilder zu Gedichten von Durs Grünbein mit einer Lesung von Dürs Grünbein, Schloss Burgau, Düren 2003.
- Offizielle Einweihung des Porträts von Hans Hotter im Nationaltheater München, 2004.
- Wanderausstellung Bilder zu Gedichten von Attila József in der ungarischen Botschaft in Berlin, im Museum für Bildende Kunst in Budapest und im Museum Zinkhütter Hof Stolberg (Rhld.), 2005, Industrie- und Handelskammer Würzburg-Schweinfurt, Würzburg 2006, und DVD ohne anzuklopfen von Dieter Bartel zur gleichnamigen Ausstellung 2004, aufgeführt in Berlin, Budapest, Stolberg.[3]
- Einzelausstellung Janet Brooks Gerloff, Gestalten und Geschichten im Käthe Kollwitz Museum Köln, 2008.
- Einzelausstellung Hexenküche aus Goethes Faust, Casa di Goethe, Rom 2009.
- Einzelausstellung Zerbrechlichkeit Bilder zu Gedichten von Durs Grünbein, Telefonseelsorge Aachen-Eifel, Aachen 2011.
- Einzelausstellung Bilder von Janet Brooks Gerloff, Studio Cru, Köln 2011.
- Einzelausstellung Begegnung mit Janet Brooks Gerloff in memoriam, Museum Zinkhütter Hof, Stolberg (Rhld.) 2013.
- Einzelausstellung THE JANET BROOKS GERLOFF ART COLLECTION, Steinweg-Galerie im Burg-Center, Stolberg (Rhld.) 2013.
- Gedächtnisausstellung 5. Jahrgedächtnis, Ev. Kirche Kornelimünster-Zweifall und Benediktinerabtei Kornelimünster, 22. September 2013, Aachen-Kornelimünster.
- Gemeinschaftsausstellung Einsichten, Gemälde von Johannes Wickert und Janet Brooks Gerloff, 10. November 2013 bis Mitte 2014, St. Elisabeth-Krankenhaus, Neuwied.
- Gedächtniskonzert und -Ausstellung Lux Aurumque, 14. Dezember 2013, Benediktinerabtei Kornelimünster.
- MENSCHSEIN – Doppelausstellung mit Werken von Janet Brooks Gerloff und Johannes Wickert, Aula Carolina, Aachen, 11.–12. April 2015.
- Einzelausstellung im Rahmen der 6. Kunstausfahrt ARTTOUR de Stolberg, Steinweg-Galerie im Burg-Center, Stolberg (Rhld.), 9.–10. Mai 2015.
- Gemäldeausstellung mit begleitendem Benefiz-Gemeinschaftskonzert Gemeinsam gegen Kälte, Klosterkirche der Benediktiner Abtei Kornelimünster, 8. November 2015.
- Einzelausstellung im Rahmen der 7. Kunstausfahrt ARTTOUR de Stolberg, Steinweg-Galerie im Burg-Center, Stolberg (Rhld.), 1. Mai 2016.
- Gruppenausstellung for life to go on im Rahmen des XX. Internationalen IFOTES-Kongresses[4].
- Einzelausstellung und Gedächtniskonzert anlässlich des 70. Geburtstages von Janet Brooks Gerloff, Pfarrkirche St. Laurentius Aachen-Laurensberg, 30. April 2017.
- Einzelausstellung im Rahmen der 8. Kunstausfahrt ARTTOUR de Stolberg, Janet Brooks Gerloff ART Collection im Burg-Center, Stolberg (Rhld.), 7. Mai 2017.
- Einzelausstellung und Gedächtniskonzert anlässlich des 9. Jahrgedächtnisses von Janet Brooks Gerloff, Ev. Friedenskirche Eupen/Belgien, 3. Oktober 2017.
- Einzelausstellung Bilder von Janet Brooks Gerloff, Telefonseelsorge Aachen Eifel, Aachen, 9. Januar – 27. April 2018.
- Einzelausstellung im Rahmen der 9. Kunstausfahrt ARTTOUR de Stolberg, Janet Brooks Gerloff ART Collection - the complete estate - im Burg-Center, Stolberg (Rhld.), 6. Mai 2018.
- Einzelausstellung und Gedächtniskonzert anlässlich des 10. Jahrgedächtnisses von Janet Brooks Gerloff, Klosterkirche der Benediktinerabtei Kornelimünster, 22. September 2018.
- Einzelausstellung und Gedächtniskonzert in der KulturKirche Monschauer Land – Schleidener Tal, Gemünd, 26. November – 15. Dezember 2019.
- Gemeinschaftsausstellung "Nachlässe", Kulturwerk-Aachen e. V., 12.–18. Juli 2020.
- Gemeinschaftsausstellung "KUNST MUSS SEIN!" <Hans W. Krämer & Janet Brooks Gerloff>, ARTIN.Studio, Aachen 1.–28. November 2020

## Werke (Auswahl)

### Porträts
Porträts gestaltete Janet Brook Gerloff unter anderem von Rainer Barzel (im Auftrag des Bundestages), Otto Graf Lambsdorff, Heinz Kühn, Ernst Albrecht, Manfred Wörner, Peter Graf von Kielmansegg, Abt Albert Altenähr, Hilde Domin, vier Porträts August Everding, Marcel Marceau, Ernst Pöppel, Irenäus Eibl-Eibesfeldt, Lindiwe Mabuza, Helmut Schmidt, Theo Waigel, Hans Hotter, Hugo Cadenbach, Konrad Beikircher, Max Kerner, Bernd-Olaf Küppers, Gabriele und Felix Schumpelick und Ulrich Schütte.

### Altarbilder
Zu den weiteren Werken von Janet Brooks Gerloff gehören die Altarbilder in der Benediktinerabtei Kornelimünster, in der evangelischen Kirche Ittersbach und der von St. Laurentius in Laurensberg, Aachen.

### Glasfenster
Glasfenster erschuf die Künstlerin für St. Michael und Hl. Katharina in Balkhausen/Odenwald, St. Marien in Volkmarsen St. Elisabeth Stift in Herne, St. Nikolaikirche in Heisede und die evangelische Kirche in Aachen-Kornelimünster.

### Plakate und CD-Covers
Mehrere Plakate für den WDR zu der „Nachtmusik“-Serie gehörten ebenso zu ihrem Werk wie die Gestaltung der CD-Covers für die Aufnahmen von Ulrich Schütte und Gary Holt „Friedrich Hölderlin – vier Gesänge“ und „Lieder zu Gedichten von Heinrich Heine“, für die CD „Winterreise“ von Ulrich Schütte/Michael Gees und für „Märchen und Balladen – auch für Erwachsene“ gesprochen von Konrad Beikircher, gesungen von Ulrich Schütte mit Jürgen Glauß am Flügel.

## Kataloge und Schriften, Funk und Fernsehen (Auswahl)
Kataloge und Schriften sind von Janet Brooks Gerloff erschienen zu:
- Katalog Geheimnis Mensch 1988,
- Broschüre Rheinischer Kunstpreis 1990 Rheinischer Kunstverein e.V., Aachen[10],
- Buch Leben vor Augen 1991,
- Abbildungen in Kunst und Botschaft, graphic posters 86 und Das Deutsche Parlament 1991,
- Buch Zeit und Mensch 1996,
- Katalog Zerbrechlichkeit mit Bildern zu Gedichten von Durs Grünbein 1998,
- Katalog Hexenküche mit Bildern zu Goethes Faust 1999,
- Katalog Winterreise 2001,
- Katalog ohne anzuklopfen mit Bildern zu Gedichten von Attila József 2004,
- DVD ohne anzuklopfen von Dieter Bartel zur gleichnamigen Ausstellung 2004. Aufgeführt in Berlin, Budapest, Stolberg[11]
- Katalog Gestalten und Geschichten mit Bildern der Ausstellung im Käthe Kollwitz Museum Köln, 2008,
- Broschüre Das Kirchenfenster von Janet Brooks Gerloff in der Kirche der evangelischen Kirchengemeinde Kornelimünster-Zweifall in Kornelimünster 2010.[12]

Sendungen wurden von ihr mitgestaltet in ZDF, RTL und Deutschlandspiegel, Bayerischer Rundfunk Forscher und Fakten.